# Arslantepe
Arslantepe (« la colline du lion » en turc) est un site archéologique situé dans les faubourgs de l'actuelle Malatya, dans la province de Malatya, dans le sud-est de la Turquie, située sur la rivière Tohma, un affluent de l'Euphrate supérieur. À l'Âge du fer (première moitié du Ier millénaire av. J.-C.), il s'agit du centre de l'ancien emplacement de cette même ville, alors nommée Milid (écrit aussi Melid ; hittite : Malidiya, ou peut-être Midduwa ; akkadien : Meliddu ; urartéen : Melitea ; latin : Melitene). Le site a été inscrit sur la liste du Patrimoine mondial de l'UNESCO le 26 juillet 2021.

## Historique des fouilles

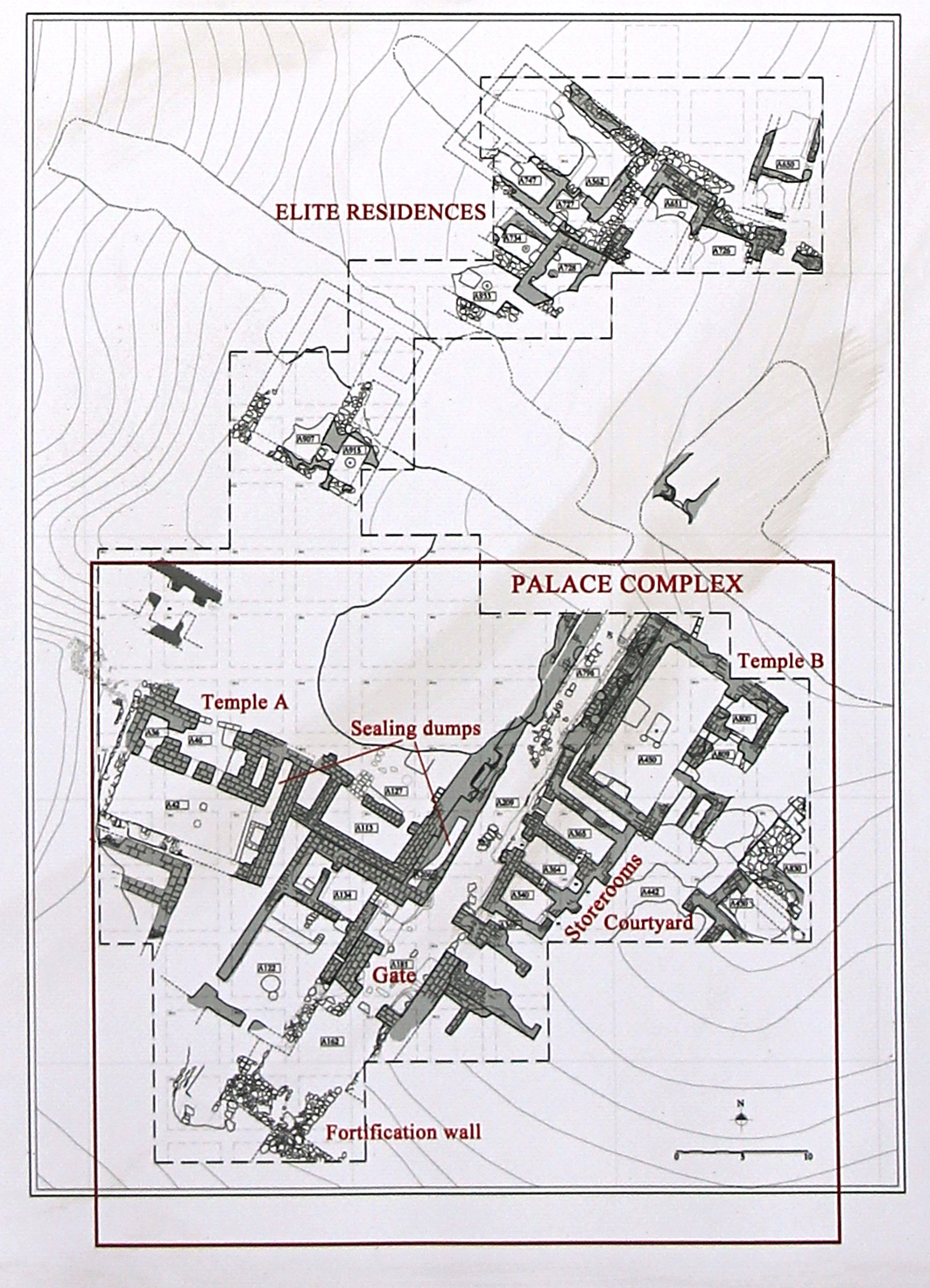
Plan du palais d'Arslantepe

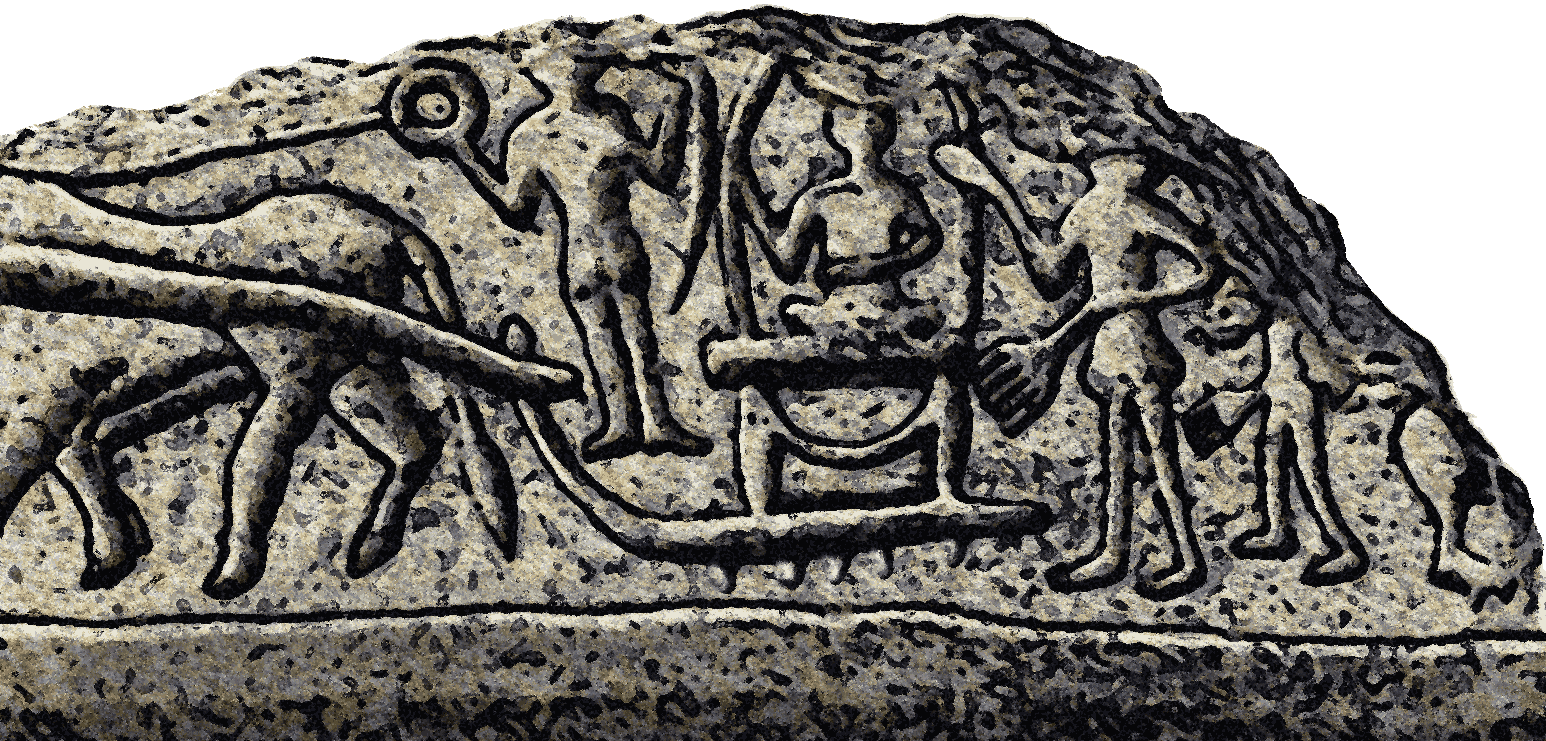
Empreinte d'un sceau-cylindre provenant d'Arslantepe

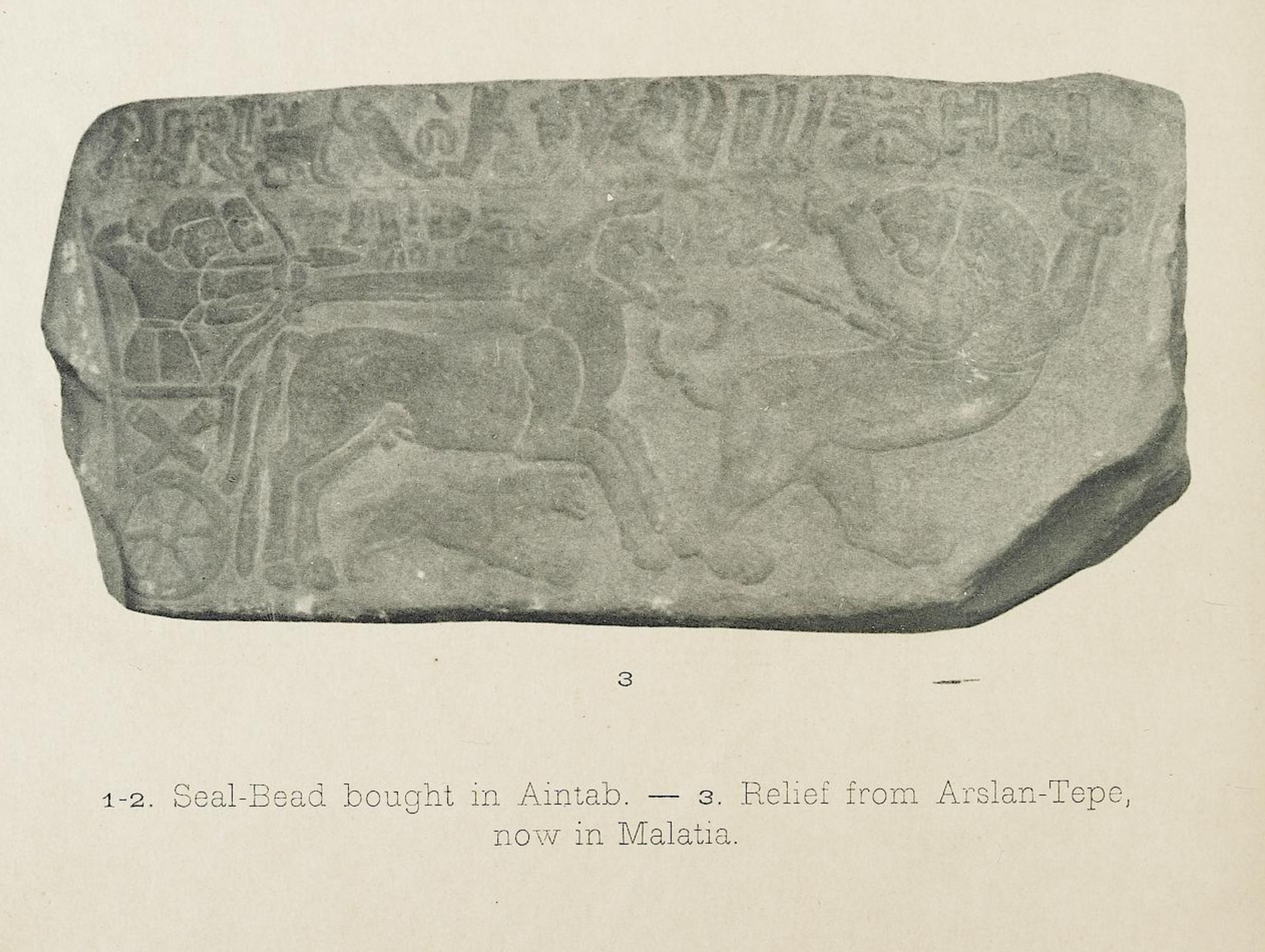
Extrait de la publication de illustrant le premier bas-relief connu d'Arslantepe

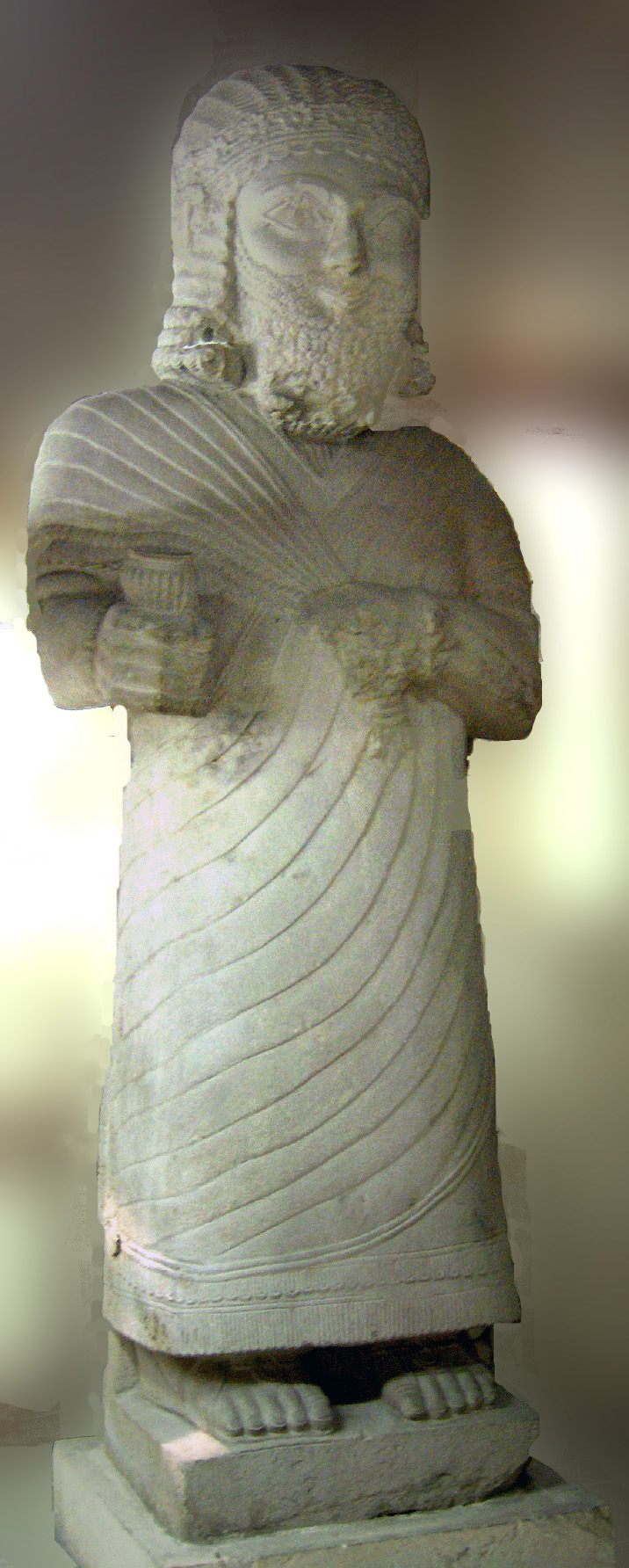
Statue du souverain Tarhunza de Milid, période néo-hittite

Le site est connu depuis la fin du XIXe siècle. En 1895, David Hogarth publie un bas-relief d'une chasse au lion provenant « d'Arslan Tepe » et qui avait été découvert en mai 1894 par un habitant du village voisin alors qu'il cherchait des pierres de construction. Trois photographies de bas-reliefs découverts à Malatya, reçues par R. P. Ronzevalle, professeur à l'université Saint-Joseph de Beyrouth, sont transmises à l'Académie des inscriptions et belles-lettres en 1907 et seront publiées en 1909.
De 1930 à 1939, le site est fouillé par une équipe française dirigée par Louis Joseph Delaporte, qui dégage principalement les niveaux néo-hittites,,. Après la Seconde Guerre mondiale, les fouilles reprennent sous la direction de Claude Schaeffer, de 1947 à 1951. Dix ans après le départ des Français, des archéologues italiens dirigés par Piero Meriggi et S. Puglisi investissent le site, et finissent par se concentrer sur les niveaux du IVe millénaire av. J.-C., qui livrent des découvertes inattendues. Le site était dernièrement fouillé par une équipe italienne, sous la direction de Marcella Frangipane.

## Néolithique récent
Arslantepe est occupé depuis le VIe millénaire av. J.-C. On ne connait cependant bien le site qu'à partir du début du IVe millénaire av. J.-C., quand il connait un grand développement à l'époque d'Uruk. Pour la première période, qui va de 3900 à 3500 av. J.-C., un grand bâtiment, appelé Temple C, a été dégagé. Il s'agit d'un édifice construit sur une plate-forme et qui avait probablement une fonction cérémonielle. Arslantepe est alors déjà un centre politique et/ou religieux important. À la période suivante, qui s'étend de 3500 à 3000 av. J.-C., le Temple C est abandonné. Une grande zone publique est édifiée sur ses ruines, concentrant les pouvoirs politique, religieux, militaire et économique. Il s'agit d'un des plus anciens exemples de « palais » attestés au Proche-Orient, abritant une administration hiérarchisée. Arslantepe n'est cependant pas un site urbain, puisqu'on n'y trouve pas de grande zone résidentielle.
Dans les années 1980, les archéologues ont découvert dans une cache neuf épées et dagues, faites d'un alliage de cuivre et d'arsenic, qu'on appelle bronze arsénié et qui a précédé la métallurgie du bronze authentique fait de cuivre et d'étain. Trois d'entre elles sont magnifiquement incrustées d'argent. Ces épées ont été trouvées par l'équipe de Marcella Frangipane de l'université de Rome. Datées entre 3300 et 3000 av. J.-C., elles pourraient être les plus anciennes épées connues. On a aussi trouvé douze têtes de lance et de nombreux sceaux. Tous ces objets appartiennent à la couche appelée localement Phase VI A, qui se termine par la destruction et l'incendie de la ville,. 
Vers 3000 av. J.-C., le site aurait été incendié et détruit, après quoi on observe des artéfacts issus de la culture Kouro-Araxe, une culture pastorale originaire de Transcaucasie et qui pourrait être celle d'un peuple hourrite. La tombe d'un grand personnage est construite sur les ruines. Cette riche tombe, nommée par les archéologue tombe du « Signo Arslantepe », a fourni des fragments d'armes ainsi que les restes d'un homme âgé d'une quarantaine d'années, qui ont été datés au carbone 14 d'environ 3081 - 2897 av. J.-C. (avec une probabilité de 95 %). Il s'agit peut-être de la tombe d'un chef étranger qui aurait pris Arslantepe à cette époque.

## Âge du bronze
À l'Âge du bronze, vers 2800 av. J.-C., une citadelle est bâtie sur l'acropole d'Arslantepe, qui domine un village situé en contrebas. Environ un siècle plus tard, l'habitat a diminué dans la région de Malatya, qui se replie sur elle-même, les témoignages de rapports avec la Syrie et la Mésopotamie se raréfiant alors. Dans la seconde moitié du IIIe millénaire av. J.-C., Arslantepe redevient un centre politique important. Au début du IIe millénaire av. J.-C., Arslantepe présente des traits culturels proches de ceux du site contemporain mieux connu de Kanesh (Kültepe). La cité devient le centre administratif d'une vaste région du royaume d'Isuwa. Elle est fortifiée, probablement contre la menace des Hittites à l'ouest.

### Hittites
Au XIVe siècle av. J.-C., les Hittites conquièrent la ville. Elle constitue le camp de base du roi Suppiluliuma Ier lorsque, dans la cinquième année de son règne, il attaque le Mittani et met à sac sa capitale Wassukanni. Quelques bâtiments de cette période ont été fouillés.

## Période néo-hittite
L'empire hittite s'effondre au début du XIIe siècle av. J.-C. et éclate en un ensemble de principautés, parmi lesquelles se trouve celle de Milid, qui devient le centre de l'État néo-hittite louvite de Kammanu (en) et dont le centre politique se trouve sur le tell d'Arslantepe. Un grand palais, bâti vers le IXe siècle av. J.-C., a été fouillé par les archéologues français. Sa porte principale est gardée par des statues de lions monumentaux, qui ont donné le nom actuel du site. Le palais est décoré avec des bas-reliefs représentant un roi local, Sulumeli, accompagné de son épouse, la reine Tuwasta, se présentant avec une série de dieux, dirigée par Tarhunna, le dieu de l'Orage.
Du point de vue historique, Milid apparait plusieurs fois dans les inscriptions des rois d'Assyrie dès le IXe – VIIIe siècle av. J.-C. Elle prend part à des coalitions contre ce royaume, fomentées par les rois d'Urartu. Quand Sargon II défait celui-ci en 714 av. J.-C., il le coupe de tous ses contacts en Anatolie du sud-est, et a donc les mains libres pour s'emparer des royaumes néo-hittites. Milid est prise en 712 av. J.-C., et incorporée dans l'Empire néo-assyrien.

### Fouilles anciennes
- David Hogarth, « Note on pre-hellenic finds », Recueil de travaux relatifs à la philologie et à l'archéologie égyptiennes et assyriennes, vol. 17,‎ 1895, p. 25-26 (DOI 10.11588/diglit.12253.7)
- Edmond Pottier, « Monuments syriens découverts par le R. P. Ronzenvalle découverts près de Damas et d'Alep », Comptes rendus des séances de l'Académie des Inscriptions et Belles-Lettres, vol. 51, no 5,‎ 1907, p. 232-232 (ISSN 0065-0536, DOI 10.3406/crai.1907.72069)
- Sébastien Ronzevalle, « Notes et études d'archéologie orientale. VI. Monuments d'Arslân-tépé », Mélanges de l'Université Saint-Joseph,‎ 1909, p. 796-801 (lire en ligne)
- Louis Delaporte, Arslantepe, I. La colline des lions, Paris, 1940

### Fouilles et études récentes
- (it) Marcella Frangipane (dir.), Alle origini del potere : Arslantepe, la collina dei leoni, Milan, 2004
- (en) Marcella Frangipane, « Arslantepe-Malatya: A Prehistoric and Early Historic Center in Eastern Anatolia », dans Sharon R. Steadman et Gregory McMahon (dir.), Handbook of ancient Anatolia (10,000–323 B.C.E.), Oxford, Oxford University Press, 2011, p. 968-992
- (en) Mario Liverani, « Melid in the Early and Middle Iron Age: Archaeology and History », dans Gershon Galil, Ayelet Gilboa, Aren M. Maeir et Dan’el Kahn (dir.), The Ancient Near East in the 12th–10th Centuries BCE: Culture and History. Proceedings of the International Conference held at the University of Haifa, 2–5 May, 2010, Münster, Ugarit-Verlag, 2012, p. 327-344
- Marcella Frangipane et Federico Manuelli, « Arslantepe. Dernières découvertes dans une cité néo-hittite », Dossiers d'Archéologie HS, no 36 « Royaumes oubliés : de l'empire hittite aux Araméens »,‎ mai 2019, p. 40-43